# 소리

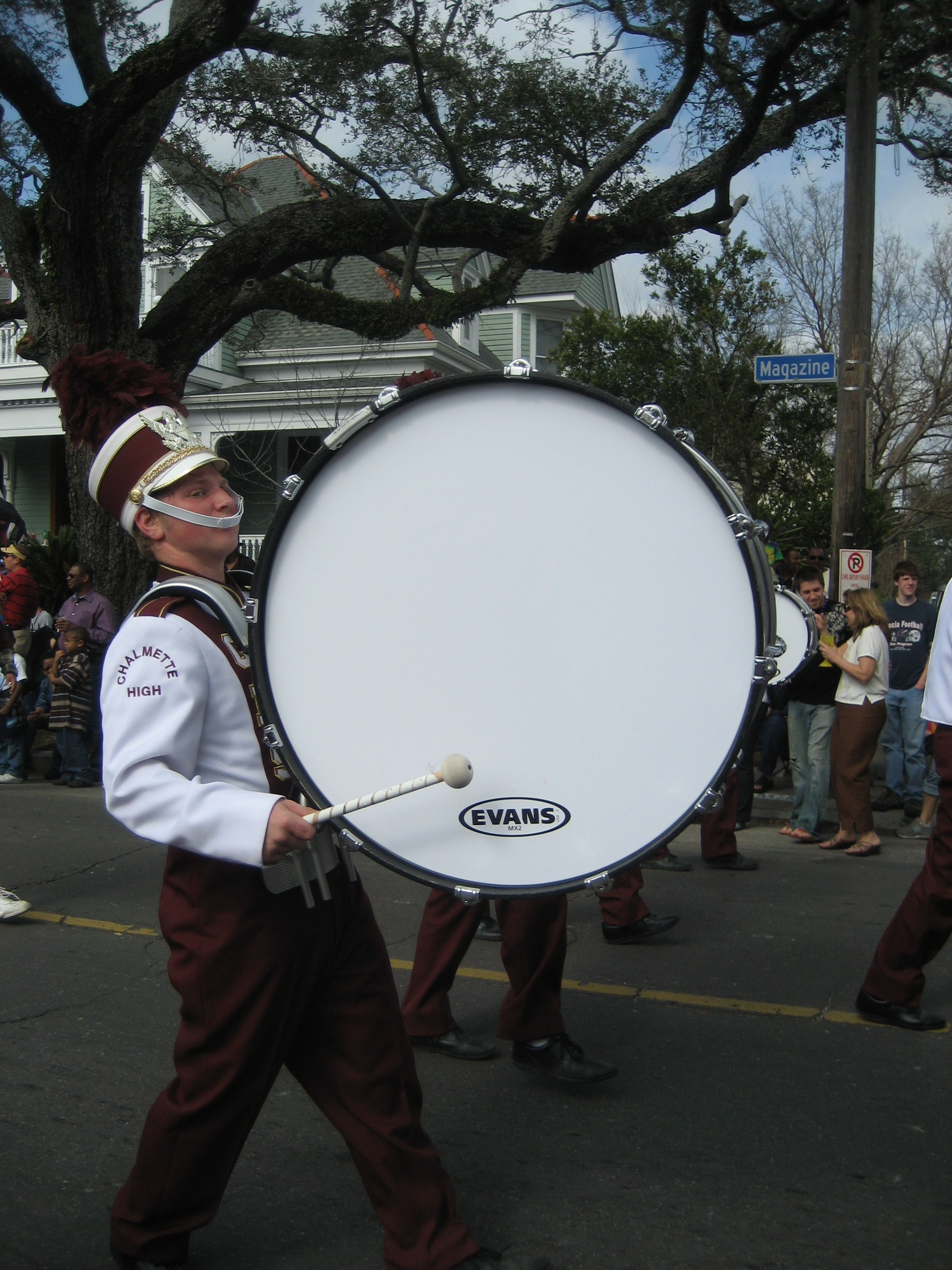
드럼은 진동하는 막을 통해 소리를 낸다.

소리 또는 음(音) 또는 '음파'는 공기나 물 같은 매질의 진동을 통해 전달되는 종파이다. 대표적으로 사람의 청각기관을 자극하여 뇌에서 해석되는 매질의 움직임이 그 예이다.
우리들의 귀에 끊임없이 들려오는 소리는 공기 속을 전해오는 파동이다. 소리는 우리들에게 여러 가지 정보를 전해준다. 눈에는 보이지 않는 파동이지만 파동의 여러 가지 성질은 음파의 경우 귀에 들리는 소리의 변화로 알 수가 있다.
사람이 소리를 들을 수 있는 것도 공기가 진동하기 때문이다. 즉 주파수(진동수)를 가지기 때문이다. 사람의 가청주파수는 약 20~20480 Hz(20.48 KHz) 이내이며 나이가 듦에 따라 최대 가청주파수는 낮아지게 된다. 공학에서의 가청주파수 대역폭은 300~3400 Hz이다.
소리 즉 음파는 물리학에서  매질(媒質)의 진동 방향이 파동의 방향에 일치하는 파동 즉 종파(縱波)의 하나이다.  한편  음파는 공기를 압축 또는 확장 시킴으로써 파동을 갖게 된것이다. 음속의 기준이 된다.

## 소리의 물리학적 특성

### 높낮이
소리의 높낮이는 진동수에 의해서만 결정되며 파장이랑 관련이 없다. 진동수가 높으면 높은 소리, 진동수가 낮으면 낮은 소리로 느낀다. 소리의 속도가 일정하다고 가정할 때, 파장은 진동수에 반비례한다. 인간이 들을 수 있는 진동수의 영역은 16에서 2만 Hz까지이다. 특히 진동수가 높은 소리와 낮은 소리는 들을 수 있는 범위가 좁다

### 세기
소리의 세기는 그 파동이 얼마나 큰 압력을 갖고 있느냐로 계산되며, 음압이라고 표현되고 단위는 '데시벨'(dB)을 사용한다. 데시벨은 절대적인 기준 수치가 아닌 상대적인 값이며,0dB를 기준으로 10dB가 증가할 때마다 그 소리의 세기, 즉 음압은 10의 거듭제곱 꼴로 커진다. 예를 들면 10dB는 0dB보다 10dB가 크므로 0dB보다 10¹배만큼 크다. 또한, 20dB는 0dB보다 20dB가 크므로 0dB보다 10²배, 즉 100배만큼 크다.
인간의 귀는 주파수나 데시벨에 따라 음압을 정확하고 순차적으로 인식하지 못하기 때문에 인간이 느끼는 음의 상대적인 크기를 고려하여 폰(Phon)이나 쏜(Sone)이라는 척도를 사용하기도 한다. 같은 진폭의 소리라면 약 4,000 Hz 부근의 소리가 가장 잘 들리며, 가청주파수의 상한/하한에 가까운 소리는 진폭이 크더라도 잘 들리지 않는다.

### 전파 속도
음파의 속도(음속)는 직선 거리를 알고 있는 두 점 사이에서 전달되는 시간을 재면 구할 수 있다. 빛의 속도는 음속보다 훨씬 빠르기 때문에 한쪽 점에서 발사한 신호용 권총의 연기를 다른 한쪽에서 보고 소리가 들릴 때까지의 시간을 재면 된다. 또는 음파의 반사를 이용해서 재는 방법도 있다. 커다란 건물을 향해 일정한 시간 간격으로 딱딱이를 치면서 건물에서 멀어지면 딱딱이에서 직접 들리는 소리와 건물에 반사해서 소리가 똑같이 들리는 위치를 발견할 수 있다. 이 때의 위치에서 건물까지의 거리의 2배를 딱딱이를 치는 시간 간격으로 나누면 음속을 구할 수 있다.
온도 15°C의 공기 속을 전파하는 음속은 대략 340m/s이다. 음속은 진동수나 기압에는 관계가 없고 공기의 온도에 의해서만 변한다. 음속이 공기의 온도에 의해 변하는 것은 공기의 밀도가 온도에 의해 변하기 때문이므로, 밀도가 작을수록, 혹은 온도가 높을수록 매질은 이동하기 쉬워져서 음속은 빨라진다. 공기 속에 수증기 등이 포함되어 있으면 음속도 변화하지만 그 영향은 기온의 영향보다도 적기 때문에 무시해도 좋다. 공기 이외의 매질(액체·고체도 포함) 속의 음속도 온도에 따라 다르다. 보통 기체 속보다도 액체 속의 음속이 크며, 액체 속보다 고체 속이 크다.
소리의 전파속도는 습도가 0%일 때의 공식은
{\displaystyle c_{\mathrm {air} }=(331{.}3+0{.}60698235125\cdot \vartheta )\ \mathrm {m\cdot s^{-1}} }
여기서
{\displaystyle c_{\mathrm {air} }} : 소리의 속도
{\displaystyle \vartheta } : 섭씨의 온도
이다.

### 위상
진폭과 주파수가 같더라도 위상이 서로 다르면 서로 다른 소리이다. 진폭과 주파수와 위상이 같은 소리를 더하면 진폭은 두 배가 된다. 진폭과 주파수가 같지만 위상이 서로 반대인 사인파를 더하면 서로 상쇄된다.
그러나 특정 주파수의 위상의 차이는 청각으로 인지할 수 있는 차이를 불러오지는 않는다.

### 음색
바이올린의 소리와 플룻의 소리를 구별할 수 있는 것은 소리를 이루는 파동의 모양이 다르기 때문이다. 자연계에는 순수하게 사인파로만 이루어진 소리는 없으며, 각자 음압이 다른 배음의 배치들이나 다른 주파수들의 소리의 합이 전체적인 음색을 결정하게 된다.
예를 들어 현악기의 경우엔 정수배에, 관악기의 경우엔 홀수배에 배음의 스펙트럼이 등차적으로 생겨나는 것을 볼 수 있다. 마찬가지로 사람의 목소리를 구분할 수 있는 것도 고유의 스펙트럼을 가지고 있기 때문이다. 푸리에의 이론은 간단한 사인파의 합으로 자연계의 어떤 소리든지 구현할 수 있다는 이론으로, 서로 다른 파장의 모임은 새로운 음색을 결정한다.

## 공명
어떤 진동수의 음과, 진동수가 배수에 있는 음의 관계를 배음이라고 한다. 물체는 고유의 진동수를 지니고 있는데 전달된 소리가 물체의 고유 진동수와 배수 관계에 있으면 진폭이 증가하게 된다. 이러한 현상을 공명이라 한다. 1800년대 영국, 한 부대가 다리를 건너다가 우연히 그 부대가 건너가는 소리 중, 다리의 고유 진동수와 일치한 진동수가 있어, 그 다리에서는 엄청난 진폭이 발생되고, 결국 무너지고 말았다. 이처럼 고유진동수가 맞아 진폭이 증가하는 경우는 성악가들이 유리와 진동수가 일치한 목소리를 내어 유리를 깨는 데에도 이용한다.

## 같이 보기
- 파동
- 음속
- 초음파
- 중력파
- 음파
- 네이버 카페